# 桂治門
桂 治門（かつら じもん、1982年5月5日 - ）は兵庫県出身の上方噺家。本名∶藤元 惇。上方落語協会会員。

## 来歴
兵庫県出身。桃山学院大学経済学部を卒業。2008年（平成20年）10月23日、桂小春団治に入門。

## 出演
- Hanashikaの時間。（ラジオ大阪） - 2021年7月26日より月曜19時台「桂治門の治門自答」にレギュラー出演。